# Severus Christoph Olpius

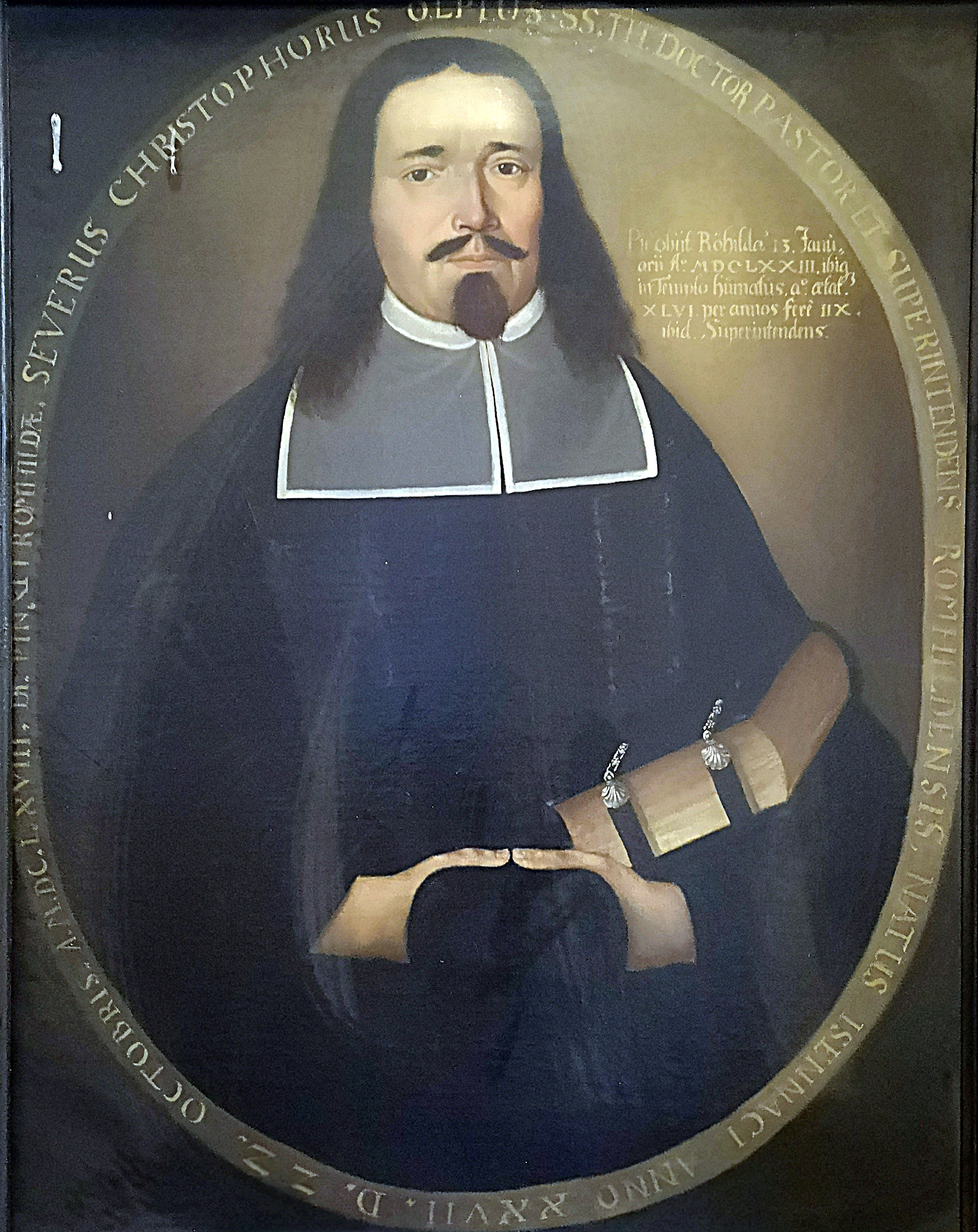

Severus Christoph Olpius auch: Olp, Olpe, Olpio (* 22. Oktober 1623 in Eisenach; † 13. Januar 1673 in Römhild) war ein deutscher Moralphilosoph und lutherischer Theologe.

## Leben
Olpius war der Sohn des Eisenacher Archidiakons Christoph Olp (* 18. März 1585 in Eisenach; † 9. September 1655 ebd.) und dessen Frau Margaretha (get. 15. Juli 1587 in Eisenach; begr. 8. Februar 1647 ebd.), Tochter des Rektors der Schule in Eisenach Valentin Weinrich (* 1553 in Steina; † 26. September 1622 in Eisenach).
Ab 1639 wuchs er bei den Grafen zu Farnroda auf und bezog am 27. Mai 1641 das Gymnasium Gotha. Nachdem er Anfang 1644 erkrankte, verließ er am 5. April 1641 das dortige Gymnasium. Am 15. Mai 1644 zog er an die Universität Jena, wo er zunächst Studien an der philosophischen Fakultät absolvierte. Hierzu besuchte er die Vorlesungen zur Moralphilosophie bei Philipp Horst, zur Logik und Metaphysik bei Daniel Stahl, zur hebräischen Sprache bei Paul Slevogt, zur Physik bei Johann Zeisold und zur Geschichte bei Johann Christfried Sagittarius. Am 6. September 1644 wurde ihm das Bakkalaureat und am 22. März 1647 der akademische Grad eines Magisters der Philosophie verliehen.
Danach absolvierte er theologische Studien bei Johannes Major, Gottfried Cundisius, Johannes Musaeus und Johannes Tobias Major, betätigte sich als Hauslehrer und nahm am Vorlesebetrieb der Jenaer Hochschule teil. Nachdem er das Substitut seines Vaters und eine Gymnasialprofessur in Coburg abgelehnt hatte, wurde er am 16. Januar 1656 Professor der Poesie und außerordentlichen Professor der Moral der Salana. Während dieser Tätigkeit beteiligte er sich auch an den organisatorischen Aufgaben, so war er Dekan der philosophischen Fakultät und war im Sommersemester 1663 Rektor der Alma Mater. 1665 wurde er zum Superintendenten in Römhild berufen und Olpius erwarb 1668 unter Sebastian Niemann in Jena den theologischen Doktorgrad.
Nachdem er mehrere gesundheitliche Gebrechlichkeiten erlitten hatte, verstarb er im Alter von neunundvierzig Jahren. Sein Leichnam wurde am 19. Januar des Jahres in der Römhilder Stiftskirche begraben.

## Familie
Olpius war zwei Mal verheiratet.
Seine erste Ehe schloss er am 25. August 1656 in Jena mit Rebecka Wallich (* 27. April 1637 in Jena; † 3. Mai 1669 in Römhild),
die Tochter des Jenaer Schulrektors und Diakons Johannes Wilhelm Wallich (* 3. August 1591 in Weimar; † 28. Januar 1656 in Jena) und dessen Frau Katharina Kühn (* 10. Juni 1600 in Weimar; † 12. September 1677 in Jena). Aus der Ehe stammen sechs Kinder, wovon eine Tochter und zwei Zwillingspaare geboren wurden. Von den Kindern kennt man die Tochter Katharina Rebecka Olpius († jung), Johannes Christoph Olpius († 20. Februar 1672 in Römhild), Theodosius Johannes Olpius († 1670 Römhild) und den einzig den Vater überlebenden Sohn Christian Ernst Olpius.
Seine zweite Ehe ging Olpius am 7. Februar 1671 in Römhild mit Anna Dorothea Seifart (* Coburg), die Tochter des Generalsuperintendenten von Coburg Tobias Seifart (* 11. November 1608 in Weißenfels; † 10. April 1664 in Coburg) und dessen am 12. Juni 1649 geheirateten dritten Frau Anna Ursula Körner, die Tochter des Coburger Bürgermeisters Andreas Körner (* 1. März 1598 in Coburg; † 16. Mai 1660 ebd.), ein. In der Ehe wurde am 15. Juli 1672 in Römhild ein Sohn geboren, welcher jedoch gleich nach der Nottaufe verstarb.

## Werke (Auswahl)
- Positionum Logicarum Decas. Jena 1648.
- Fictitia monarchia pontificis Romani debilitata: h. e. consideratio ac ventilatio Philosophica aliquotrationum, quibus Cardinalis Bellarminus ac Jesuitarum nonnulli P. R. Primarum adstruere conantur. Jena 1652 (books.google.de).
- Syntheo legatus. Jena 1652 (reader.digitale-sammlungen.de).
- Disp. de metallis. Jena 1652.
- Disp. polit. de electione. Jena 1653 (reader.digitale-sammlungen.de).
- Theses Politicae De Politica In Genere & Societate Prima. Jena 1654 (books.google.de).
- Disputatio Prima De Providentia Dei Philosophice considerata. Jena 1656 (archive.thulb.uni-jena.de).
- Disputatio politica De natura civitatis in genere. Jena 1659 (reader.digitale-sammlungen.de).
- Disputatio Ethica De Amore Sui, ex Aristotelis c. viii. Lib. IX. Ethic. ad Nicomach. descripto. Jena 1659 (archive.thulb.uni-jena.de).
- Libri Primi Politicorum Aristotelis Cum Paraphrasi Heinsiana Emendatius Editorum. Jena 1660 (archive.thulb.uni-jena.de).
- Aristotelis Politicorum Libri Tertii. Jena 1660.
- Aristotelis Politicorum Libri Octo. Jena 1660 (books.google.de).
- Disp. pol. hist. de aulico. Jena 1661 (reader.digitale-sammlungen.de).
- Aulicus Pastorii inculpatus in gratiam studiosae iuventutis denuo editus. Jena 1662 (books.google.de).
- De vera nobilitate. Jena 1662 (books.google.de).
- Quaestionum philosophicarum triga. Jena 1662.
- Disputatio politica De jure monetarum. Jena 1663 (books.google.de).
- Disp. eth. polit. de mixtis s. ambiguis. Jena 1663 (reader.digitale-sammlungen.de).
- Disp. pol. de potestate principum circa sacra semper inviolabili. Jena 1663 (reader.digitale-sammlungen.de).
- Discursus pol. de arcanis senatus aristocratici. Jena 1663 (reader.digitale-sammlungen.de).
- Disputatio Politica De Potestate Principum Circa Sacra Semper Inviolabili. Jena 1663 (archive.thulb.uni-jena.de).
- Brand- und Buß-Predigt zu Erinnerung des über Römhild ergangenen Jämerlichen Brandes, den Siebenden Tag des Herbstmonats. Im Jahr der Heylsamen Geburhrt Christia MDCIX. Coburg 1666 (books.google.de).
- Disputatio Inauguralis De Antichristo, Hilario à S. Anastasio Carmelitae Discalceato potissimùm opposita. Jena 1668 (reader.digitale-sammlungen.de).